# Axinella babici
Axinella babici är en svampdjursart som beskrevs av Jean Vacelet 1961. Axinella babici ingår i släktet Axinella och familjen Axinellidae. Inga underarter finns listade i Catalogue of Life.